# Кеј-поп: Ловци на демоне
Кеј-поп: Ловци на демоне (енгл. KPop Demon Hunters) амерички је анимирани филм из 2025. који је произвео Sony Pictures Animation. Радња прати измишљену кеј-поп девојачку групу, Huntr/x, чије чланице воде двоструке животе као музичарке и ловци на демоне.
Филм је 20. јуна 2025. приказао Netflix. Добио је позитивне рецензије критичара, који су похвалили анимацију, визуелни стил, гласовну глуму, сценарио, хумор, емоцију и музику. Саундтрек филма је такође постигао велики успех, достигавши прво на више музичких топ-листа.

## Радња
Када не пуне стадионе, звезде кеј-попа Руми, Мира и Зои својим тајним супермоћима штите своје обожаватеље од натприродних претњи.

## Гласовне улоге
| Улога | Глас      |
| ----- | --------- |
| Руми  | Арден Чо  |
| Ђину  | Ан Хјосоп |
| Мира  | Меј Хонг  |
| Зои   | Ђијанг Ју |